# Jüdischer Friedhof (Stavenhagen)

Jüdischer Friedhof in Stavenhagen - Signatur Begr.Pl. - MTB 1880

Der Jüdische Friedhof Stavenhagen ist ein jüdischer Friedhof in der Stadt Stavenhagen im Landkreis Mecklenburgische Seenplatte in Mecklenburg-Vorpommern.

## Beschreibung
Der Friedhof lag einen Kilometer nordöstlich der Stadt im Stadtholz in der Nähe des Waldbades auf einer kleinen Anhöhe, in gleicher Entfernung zum Bahnhof.
Jüdische Friedhöfe wurden in den amtlichen Karten als Begräbnisplatz bezeichnet und mit einem L statt einem † signiert. Meistens wurden sie weiter außerhalb der Städte oder Gemeinden angelegt, überwiegend an den Scheunenvierteln oder ähnlichen abgelegenen Orten. In Stavenhagen befand sich der Friedhof in einem Wäldchen auf dem Os-Zug an der Bahnlinie weit vor der Stadt.

## Geschichte
Der jüdische Friedhof in Stavenhagen wurde 1764 angelegt und befand sich bis 1938 in sehr gutem Zustand. Beim Novemberpogrom 1938 wurde er verwüstet, die Friedhofshalle und der Leichenwagen verbrannten. Dennoch wurde er von den letzten in Stavenhagen lebenden jüdischen Einwohnern nochmals instand gesetzt. 1943 erklärte die Stadt den Friedhof zu ihrem Eigentum, ebnete das Gelände ein und forstete es auf.
In den 70er-Jahren wurde auf dem Gelände ein Sportlerheim gebaut. 1992 räumte die Stadt das Gelände, ist sich aber über die Zukunft des Platzes nicht schlüssig. Eine Gedenktafel informiert über den Platz und seine Geschichte.

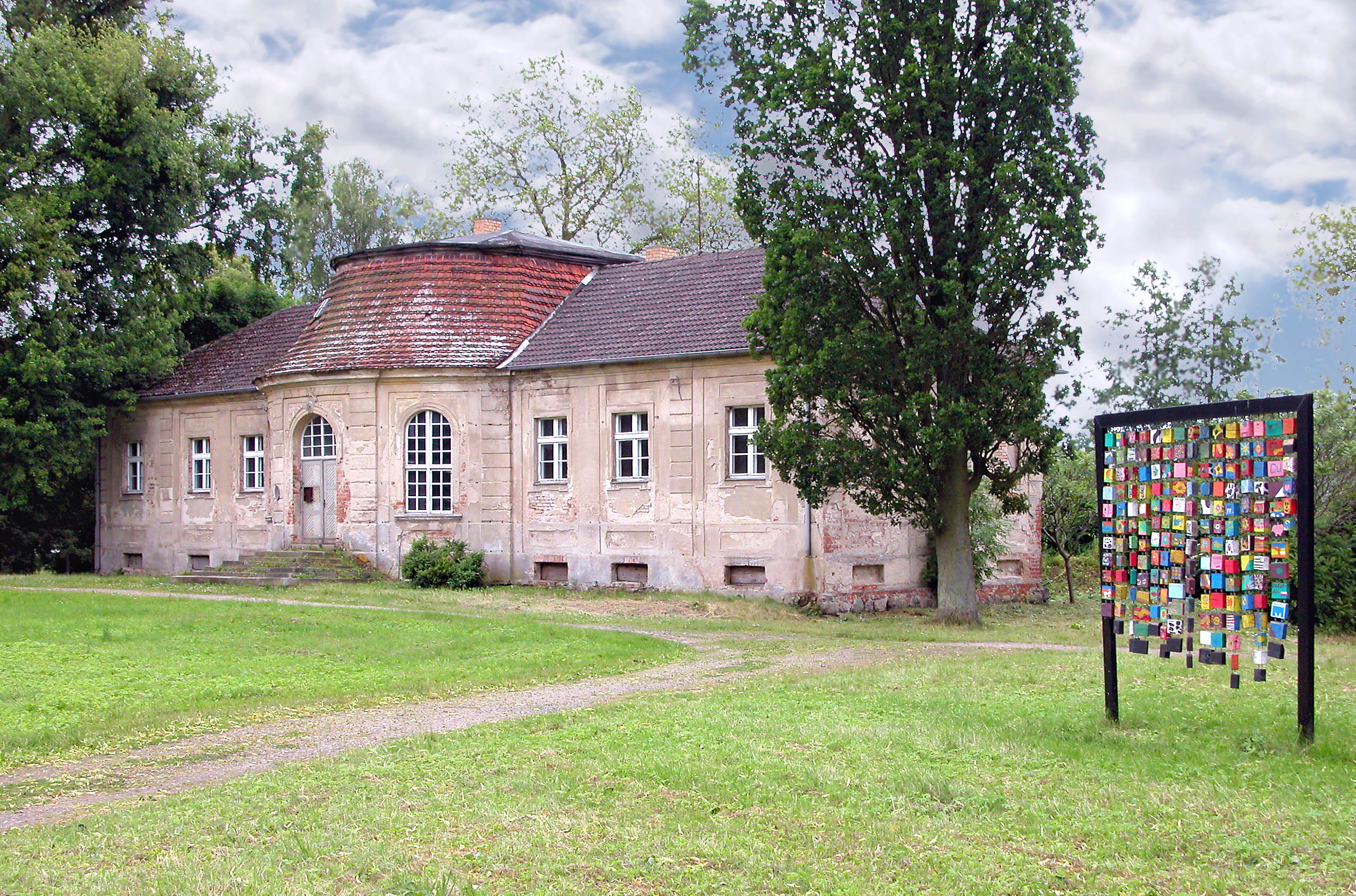
Teehaus am Schloss Ivenack, wo bei Bauarbeiten Grabsteine des Friedhofs 2018 wiederentdeckt wurden

### Wiederentdeckung verschwundener Grabsteine am Schloss Ivenack
Im März 2018 wurden bei Sanierungsarbeiten am Teehaus des nahe gelegenen Schlosses Ivenack, 16 Grabsteine mit hebräischen und teilweise deutschen Inschriften entdeckt, die als Bodenplatten dort verbaut waren.  Anhand der entzifferbaren Namen konnte ermittelt werden, dass die entdeckten Steine vom jüdischen Friedhof in Stavenhagen stammen. Vermutlich gelangten die Steine im Zuge des Sportlerheimbaus auf dem Gelände des Friedhofs zu DDR-Zeiten nach Ivenack und wurden hier als Baumaterial verwendet. Nach Reinigung der Steine sind diese nun im Innenhof der restaurieren Synagoge in Stavenhagen ausgestellt.